# Monotomopsis andrewesi
Monotomopsis andrewesi es una especie de coleóptero de la familia Monotomidae.

## Distribución geográfica
Habita en India y Ceylán.